# باتريك إي. بيرك
باتريك إي. بيرك (بالإنجليزية: Patrick E. Burke)‏ هو سياسي أمريكي، ولد في 1830 في مقاطعة تيبيراري في جمهورية أيرلندا، وتوفي في 20 مايو 1864 في ريساكا في الولايات المتحدة. انتخب عضو مجلس نواب ولاية ميسوري.